# Biblia winchesterska

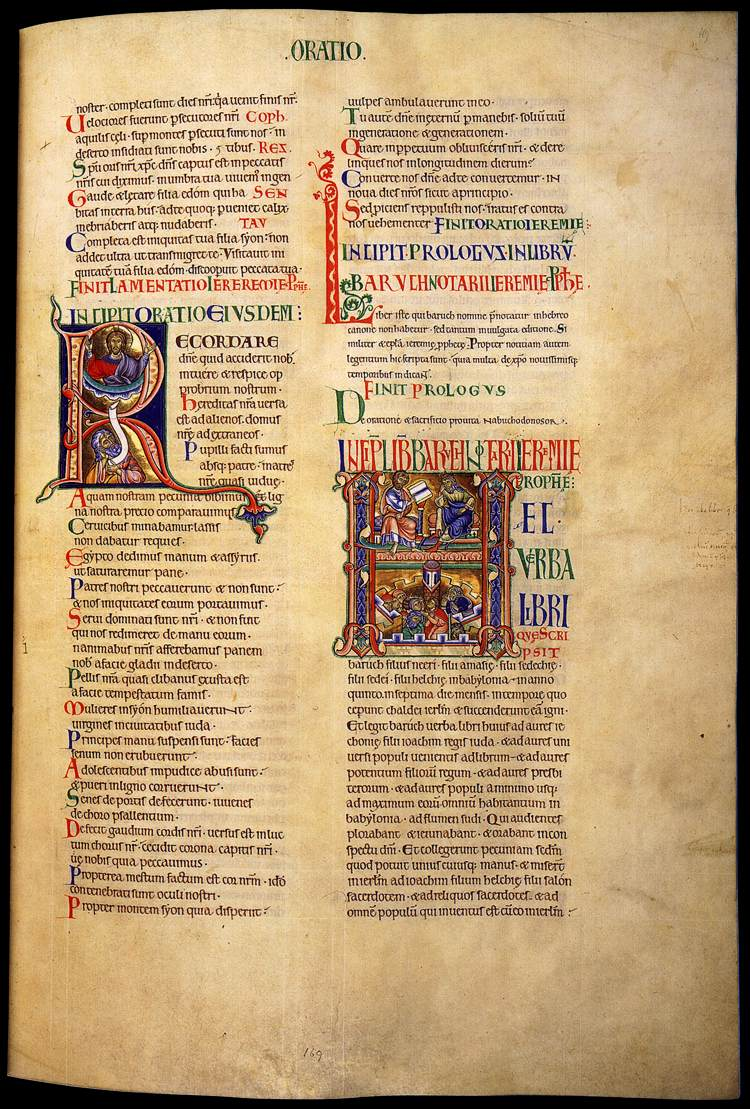
Karta z księgi

Biblia winchesterska (ang. Winchester Bible) – pochodzący z XII wieku bogato iluminowany łaciński rękopis Biblii. Znajduje się w zbiorach biblioteki katedry w Winchesterze. Jest to największa XII-wieczna angielska Biblia, przeznaczona raczej do użytku liturgicznego niż indywidualnej lektury.
Księga liczy 468 kart pergaminowych wykonanych ze skóry cielęcej, formatu 583×396 mm. Pierwotnie składała się z dwóch tomów, obecnie podzielona jest na cztery woluminy. Została wykonana dla benedyktyńskiego klasztoru św. Swituna w Winchesterze, przypuszczalnie na zamówienie biskupa Henryka z Blois. Czas jej powstania określany jest w przybliżeniu na lata 1160–1190. Tekst księgi został spisany ręką jednego skryby. Inicjały wykonano czerwienią, zielenią i błękitem. Księgę zdobi 48 miniatur, wykonanych przez sześciu różnych artystów, do wykonania których użyto drogich materiałów takich jak złoto i lapis lazuli. Pracujący nad nimi iluminatorzy wyraźnie różnili się od siebie stylem, rozpoznać można wpływy sztuki bizantyńskiej i sycylijskiej. Program artystyczny księgi nie został ukończony, część iluminacji pozostała tylko w formie niepomalowanych szkiców. Na przestrzeni wieków kilka miniatur zostało także wyciętych z księgi.